# منتکلار
منتکلار (به اسپانیایی: Montclar, Berguedà) یک شهرستان در اسپانیا است که در استان بارسلون واقع شده‌است.

## خصوصیات
منتکلار ۲۱٫۸۹ کیلومترمربع مساحت و ۱۱۲ نفر جمعیت دارد و ۷۲۸ متر بالاتر از سطح دریا واقع شده‌است.